# تيرينس كودي
تيرينس كودي (بالإنجليزية: Terrence Cody)‏ هو لاعب كرة قدم أمريكية أمريكي، ولد في 28 يونيو 1988 في فورت مايرز في الولايات المتحدة.

## وصلات خارجية
- تيرينس كودي على موقع مرجع كرة القدم المحترفة.كوم (الإنجليزية)